# 地盤ネットホールディングス
地盤ネットホールディングス株式会社（じばんネットホールディングス、英: Jibannet Holdings Co.,Ltd.）は、東京都中央区に本社を置く持株会社。東京証券取引所グロース市場上場銘柄のひとつである(証券コードは6072）。地盤改良の施工を併営せず第三者的な地盤解析を専門とする。

## グループ会社
- 地盤ネット株式会社
- JIBANNET ASIA CO., LTD.（地盤ネットアジア）
- Jibannet Reinsurance Inc.

## 沿革
- 2008年（平成20年）6月 - 埼玉県さいたま市中央区にて地盤ネット株式会社を設立。
- 2009年（平成21年） - 本社を東京都江東区に移転。
- 2010年（平成22年） - 愛知県名古屋市に中部支店開設。
- 2011年（平成23年）
  - 1月 - 大阪府大阪市に関西支社開設。
  - 11月 - 本社を東京都中央区に移転。
  - 12月 - 福岡県福岡市に九州支社開設。
- 2012年（平成24年）
  - 1月 - 宮城県仙台市に東北支社開設。
  - 4月 - 関西支社移転。
  - 12月21日 - 東証マザーズに上場。
- 2013年（平成25年）
  - 2月 - 北海道札幌市に北海道支社開設。
  - 4月 - 神奈川県横浜市に横浜支社開設。
  - 11月 - 東北支社と九州支社をそれぞれ移転。
- 2014年（平成26年）10月1日 - 持株会社体制に移行。従来の地盤ネット株式会社は地盤ネットホールディングス株式会社へ商号変更。新たに事業会社として会社分割により地盤ネット株式会社を設立。
- 2020年（令和2年）3月9日 - 東京本社を東京都新宿区に移転。定款上の本店所在地の変更につきましては、2020年6月開催予定の定時株主総会にて付議する予定。

## CM出演者
- 地盤カルテ編
  - 葵わかな
  - 神保悟志

- 地盤セカンドオピニオン編
  - 橋本環奈
  - 夏帆
  - 神保悟志

## 番組スポンサー
- 新報道2001（フジテレビ系列）

## 参考資料
- 地盤ネットホールディングス第7期有価証券報告書
- 会社四季報2014年3集夏号 第426号(東洋経済新報社)